# Devecseri Gábor
Devecseri Gábor (Budapest, 1917. február 27. – Budapest, 1971. július 31.) Kossuth- és kétszeres József Attila-díjas magyar költő, író, műfordító, klasszika-filológus. Az európai ókor klasszikusai munkáinak legnagyobb részét – így az Iliászt és az Odüsszeiát is – az ő korszerű és élvezetes fordításában ismerheti meg a mai magyar olvasó.
Mint költő a Nyugat „harmadik nemzedékének” egyik kitűnősége volt; mint tudós a magyar klasszika-filológia nemzetközi tekintélyű kiválósága; mint műfordító, mint az antik kultúra tolmácsa versenytárs nélkül első az évszázadok magyar irodalmában.

## Életpályája

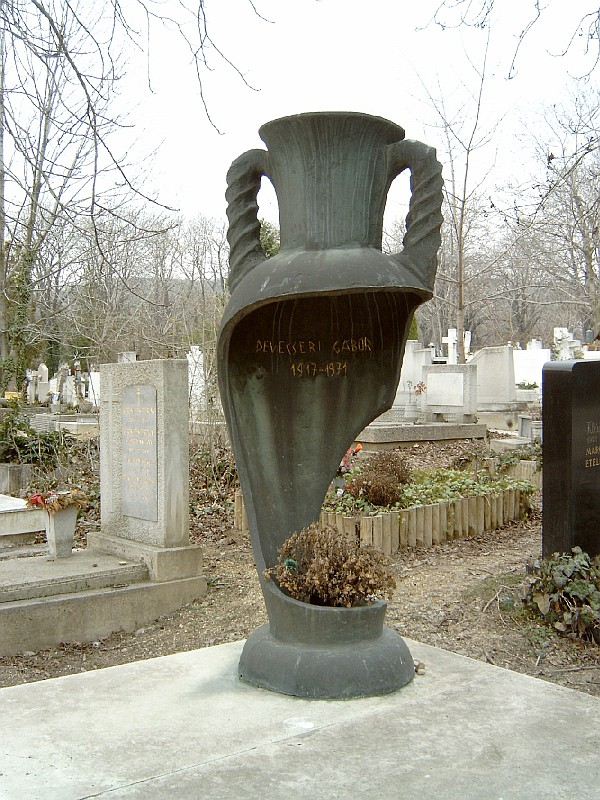
Devecseri Gábor sírja Budapesten
Farkasréti temető: 25-1-112.
Fekete Tamás alkotása

Devecseri Emil mérnök, bankhivatalnok (1877−1951) és Guthi Erzsébet operaénekes, író, műfordító fiaként, zsidó családban született. Tanulmányait Budapesten végezte, református gimnáziumban érettségizett. Csodagyerekként indult. Tizenöt éves volt, amikor Karinthy Gáborral közös első kötete megjelent, Somlyó Zoltán előszavával. Első önálló verseskötete: A mulatságos tenger (1936). Kerényi Károly antikvitás-felfogásával, Kosztolányi pedig nyelvi játékaival gyakorolt rá mély benyomást, de nem maradt rá hatástalan Szerb Antal és Babits Mihály sem.
1938-ban lefordította és Kerényi Károly bevezetésével jelentette meg Catullus összes verseit, ami után éles vitába keveredett Csengery Jánossal, a neves klasszika-filológussal. 1939-ben szerzett diplomát a Pázmány Péter Tudományegyetem görög–latin szakán, miközben már a Nyugat harmadik nemzedékéhez tartozónak számított a Nyugatban és a Szép Szóban megjelent verseivel. Doktori disszertációjának címe: A művészi tudatosság Kallimachosz költészetében (1941). Ugyanebben az évben megnősült, 1942-ben tanári diplomát szerzett. 1942-től 1945-ig a Baumgarten Könyvtár könyvtárosa. Egymás után jelentek meg Plautus-, Platón-, Hérodotosz- stb. fordításai, köztük Arisztophanész Lüszisztratéja (1943).
1945-ben publikálta Az élő Kosztolányi című esszékönyvét és az Állatkerti útmutatót, ezt a gyerekek számára írt, szellemes és eredeti verseskötetét.
1945 után a budapesti tudományegyetem görög tanszékén irodalomtörténetet, a Színművészeti Akadémián művészettörténetet tanított. A sztálinista diktatúra kiteljesedése során belépett az MKP-ba (1948 júniusától: MDP), s egyik vezéralakja lett a Révai József és Horváth Márton irányította új irodalompolitikának. 1948−54 között őrnagyi rendfokozatban irodalmat oktatott a Magyar Néphadsereg Tiszti Akadémiáján. 1953-tól 1956-ig a Néphadsereg Szabad Hazánkért c. irodalmi−művészeti orgánumának szerkesztője volt. Műfordításai mellett Sztálint, Rákosit és a tervgazdálkodást dicsőítő versei, tanulmányai is megjelentek a legkülönbözőbb lapokban, antológiákban, önálló kötetekben. Rendkívüli formaérzéke révén bármit képes volt megverselni. Ő készítette el az Odüsszeia és az Iliász korszerű magyar fordítását (1947, 1952), továbbá lefordította a homéroszi himnuszokat, sőt a homéroszi kor valamennyi fennmaradt emlékét is, alapvetően megváltoztatva ezzel irodalmunk antikvitásélményét. Munkáját 1953-ban Kossuth-díjjal ismerték el.
1956-ban személyesen és műveivel is a forradalom mellé állt. A november 4-én megalakuló MSZMP-be már nem lépett be. A forradalom leverése után a közélettől magát távol tartva, versek és műhelytanulmányok írásával, útirajzok és önéletrajzi jellegű írások publikálásából élt, de szerzett drámát is Odüsszeuszról, valamint kiteljesítette a Catullus-fordítások sorát. A perzsa irodalom kedvéért ezt a nyelvet is elsajátította. Hosszú betegsége alatt a kórházi ágyán is írt – A hasfelmetszés előnyeiről.
Mág Bertalanné Kelemen Éva gépelte le Devecseri valamennyi művét és műfordítását, beleértve a Bikasiratót, A hasfelmetszés előnyeit és A múlandóság cáfolatául címmel megjelent utolsó verseit. Mágné a kórházba is bejárt hozzá utolsó hónapjaiban, s hangfelvételeit átírásban továbbította a Magyar Nemzet szerkesztőségébe.
Devecseri Gábor hosszan tartó, súlyos betegségben hunyt el Budapesten, 1971 nyarán.

### Családja
Devecseri Gábor 1941-ben feleségül vette az operarendező, zeneíró, zeneszerző, karmester és műfordító Huszár Klárát. A házasságból egy fiuk született: Devecseri János (1944), akiből zenész és dalszövegíró lett. A költőnek volt egy öccse, Devecseri Péter (1921–1939), aki tehetséges novellistának indult, de 18 évesen meghalt. Unokatestvére Devecseri László erdélyi építőmérnök (1907–2006).

### A Devecseri-villa
Devecseri Gábor családjával a háború végétől évtizedeken át a XII. kerületi Béla király út 6−8. sz. alatti villában lakott. A villához tartozó hatalmas, ősfás kert egykor számos híresség találkozóhelye volt, ahol irodalmi színpadot is kialakítottak. Megfordult itt Szerb Antal, Weöres Sándor, Karinthy Frigyes, Füst Milán, Illyés Gyula, Déry Tibor, Örkény István, Somlyó György, Tersánszky Józsi Jenő, Jávor Pál, Darvas Iván, Ruttkai Éva, Gábor Miklós, Latinovits Zoltán, Nádasdy Kálmán, Kodály Zoltán, Ferencsik János, Ortutay Gyula és még sokan mások.
Devecseri Gábor halála után hamvainak egy részét Farkasréten temették el, másik részét ebben a kertben szórták szét.
2001-ben a telek felső részét a Mitnyan György vezette kerületi önkormányzat egy 1981-es telekkönyvi határozatra hivatkozva − amelyről Devecseriéket annak idején nem értesítették – kisajátította, majd busás haszonnal eladta egy bányavállalkozónak, aki a megszerzett részt közvetlenül a villa mellett azonnal leválasztotta, növényzetét, ősfáit kiirtotta, Devecseriék személyes holmijait átdobálta a náluk maradt telekrészre, a pusztítást tehetetlenül szemlélő 82 éves özvegyet és rokkantnyugdíjas fiát tiltakozásuk ellenére, két biztonsági ember jelenlétében videofilmre vette, majd építkezésbe fogott. Az egész akcióhoz készséggel asszisztált Rockenbauer Zoltán, a nemzeti kulturális örökség minisztere, utóda, Görgey Gábor pedig azzal zárta le az ügyet, hogy „az eredeti állapot helyreállítására nincs lehetőség, hiszen a kérdéses terület magántulajdonban van”. A villa 2013 után idegen kézbe került, később felújították, parkjának megmaradt részét a 2020-as évek elején tereprendezéssel és új beépítésekkel a felismerhetetlenségig átalakították.

## Tagságok, díjak, kitüntetések
- Baumgarten-díj (1939, 1946)
- 1949−1951 között a Magyar Írók Szövetségének főtitkára
- József Attila-díj (1950, 1952)
- Kossuth-díj (1953) (Homérosz-fordításáért)
- Szocialista Munkáért Érdemérem (1955)
- A Munka Érdemrend arany fokozata (1970)

## Művei, publikációi
- A szerző egy műve, saját előadásában; Magyar Rádió Online
- Devecseri Gábor, Karinthy Gábor versei; előszó Somlyó Zoltán; Fórum Ny., Bp., 1932
- A mulatságos tenger; versek, Nyugat, 1936
- Villon „átköltése”; Nyugat, 1937/11.
- Barátaimhoz; versek, 1939
- A művészi tudatosság Kallimachos költészetében; tanulmány, 1941
- Ál-állatkereskedő vagy Az igaz szerelem diadala. Vígopera szövegnek szánt verses komédia; Vajna-Bokor, Bp., 1942
- De amore; versek, esszék, Rózsavölgyi, 1943
- Állatkerti útmutató; gyermekversek, 1945 (számos további kiadás); eredetileg kisfiának, Jánosnak dedikálta; 1975-ben Bródy János megzenésítette (ez a feldolgozás Koncz Zsuzsa Kertész leszek c. albumán jelent meg), 1980-ban pedig diafilmen és leporellókönyv alakjában is kiadták
- Margitszigeti elégia; versek, Officina, Bp., 1945
- Az élő Kosztolányi; kismonográfia, 1945
- Budapest tündérváros; tanulmány és versek, Officina, Bp., 1946
- Levél a hegyről. Válogatott versek; Hungária, Bp., 1946
- Terjed a fény; Hungária, Bp., 1950
- Önkéntes határőr; elbeszélő költemény, Szépirodalmi, Bp., 1951
- Jövendő tükre; versek, Szépirodalmi, Bp., 1954
- Három hét egy esztendő. Verses utinapló a Szovjetunióból. 1954 november 27.—december 21.; Katonai Kiadó, Bp., 1955
- Műhely és varázs; görög-római tanulmányok, Szépirodalmi, Bp., 1959, 1973
- Anselmus diák; verses operaszöveg, 1957
- Műhely és varázs; görög-római tanulmány, Szépirodalmi, Bp.,  1959, 1973
- Homéroszi utazás; görögországi útinapló, Gondolat, Bp., 1961
- Horatius összes versei; szerk. Borzsák Istvánnal, 1961
- Odüsszeusz szerelmei; verses drámák és operaszövegek, Magvető, Bp. 1964, 1987
- Lágymányosi istenek; visszaemlékezések, tanulmányok, Szépirodalmi, Bp., 1967, 1975
- Csak annyi meleget; versek, Magvető, Bp., 1968
- Epidauroszi tücskök szóljatok. Görögországi útinapló; Magvető, Bp., 1969, 1978 (Kozmosz Könyvek; fotó: Gink Károly)
- Ithaka!; versek, versfordítások, Magvető, Bp., 1969 (fotók: Gink Károly)
- Öreg fák; Natura, Bp., 1969 (Vajda Ernő fotóművész albuma Devecseri verseivel)
- Kalauz Homéroszhoz; tanulmányok, Szépirodalmi, Bp., 1970, 1974
- Variációk. A pamutszamár keservei, átváltozásai és végső boldogsága; Magyar Helikon, Bp., 1970 (Reich Károly rajzos kötete Devecseri versével)
- Balatoni almanach. Devecseri Gábor és mások versei a Balatonról; Múzeumi Ismeretterjesztő Központ – Veszprém Megyei Múzeumi Igazgatóság, 1970
- Bikasirató; Bp., 1971, 1987, 2000 (különböző kiadók)
- A meztelen istennő és a vak jövendőmondó; regény, Magvető, Bp., 1972, 1974
- A mulandóság cáfolatául; hátrahagyott versek, bev. Somlyó György; Bp., 1972
- Beszakad az idő; válogatott versek, Magvető, Bp., 1972
- A hasfelmetszés előnyei / A mulandóság cáfolatául; emlékezések, vers; sajtó alá  rend. és bev. Vajna János, szerk. Kardos György, Magvető, Bp., 1974
- Összegyűjtött versek Bp., 1974
- Műveinek gyűjteményes kiadása; Bp., 1977
- Lágymányosi istenek; összegyűjtött esszék, Szépirodalmi, Bp., 1967, 1975, 1979
- Torna-tér; Magvető, Bp., 1984
- De amore; elbeszélés, szerk. Huszár Klára, Göncöl, 1993
- Töredék-óda Budapesthez. Lágymányosi Istenek; Belvárosi, Bp., 2000
- A keresztre feszített múlt. Szikra a szűz motorban; Publio, Hédervár, 2014

## A rádióban
- Kemény Egon – Devecseri Gábor: Állatkerti séta; rádiójáték, 1948
- Kemény Egon – Devecseri Gábor: Álomkerti séta; zenés-verses mesejáték, 1950; vezényel Blum Tamás

## Műfordításai
Neki köszönhető a teljes modern Homéroszon kívül egyebek közt Ovidius Átváltozások, Firdauszí Királyok könyve c. művének fordítása, mintegy három tucat antik dráma (Aiszkhülosz, Szophoklész, Euripidész, Arisztophanész, Menandrosz, Plautus) és több száz lírai mű (köztük a teljes Catullus-életmű) magyar nyelvű változata.
89 író közel ezer versét, drámáját és regényét fordította magyarra.
- Homérosz: Odüsszeia[8]
- Homérosz: Iliász[9]
- A világirodalom szerelmes verseiből[10]
- Anakreón versei. Anakreóni dalok, 1962
- Firdauszí: Királyok könyve, 1959, 1975
- Ovidius: Átváltozások, 1964, 1975
- Fohász a múzsákhoz – Tíz ógörög költő
- N. Morland: Az árny-gyilkos; bűnügyi r., 1936
- Catullus összes költeményei, 1938
- Homérosi himnuszok Herméshez, Dionysoshoz, 1939
- Homérosi himnuszok Aphroditéhez, az Istenanyákhoz, Hestiához, a Naphoz és a Holdhoz, 1941
- Plautus: A hetvenkedő katona. Három ezüst;  vígjátékok, 1942
- Arisztophanész: Lysistrate; vígjáték, 1943
- Hérodotosz: Kyros és Kroisos története, 1943
- Kallimachos himnuszai, 1943
- A. Steffen válogatott versei, 1943
- R. L. Stevenson: A kincses sziget; ifj. r., 1943
- Platón: Sokrates [a későbbi kiadásokban Szókratész] védőbeszéde, 1944
- Milne: Hatévesek lettünk; gyv., 1945
- Görög versek (Trencsényi Waldapfel Imrével), 1947
- Homérosz: Odysseia (a későbbi kiadásokban: Odüsszeia), 1947
- Homéroszi himnuszok; teljes kiad., 1948
- Homérosz: Iliász, eposz, 1952
- Iszakovszkij, M.: Válogatott versek, 1954
- Szophoklész: Elektra; tragédia, 1956
- Shakespeare: A windsori víg nők; vígjáték, 1959
- Euripidész: Iphigeneia Auliszban; tragédia, 1960
- Euripidész: Iphigeneia a taurosok között; tragédia, 1961
- Bradford: Ádám apánk és gyermekei; szatirikus mesék felnőtteknek (Majoros Istvánnal), 1961
- Plautus-Terentius: Római vígjátékok (Kárpáty Csillával), 1961
- Anakreón versei. Anakreóni dalok; töredékek, 1962
- Aiszkhülosz drámái, 1962
- Ovidius: Átváltozások; költeményciklus, Európa−Helikon, Bp., 1964, 1975
- Görög drámák (Arany Jánossal, Trencsényi Waldapfel Imrével), 1965
- Catullus összes versei, 1967
- Euripidész: Bakkhánsnők; tragédia, 1968
- Menandrosz: Epitrepontes. Ítéletkérők; komédia, 1971
- Homérosz: Iliász. Odüsszeia. Homéroszi költemények; Európa−Helikon, Bp., 1974
- Plautus vígjátékai I−II.; sajtó alá rend. Szilágyi János György, Európa−Helikon, Bp., 1977
- Arany lant I−II.; műfordítások, vál., szerk. Somlyó György, Európa−Helikon, Bp., 1978
- Szophoklész drámái (Babits Mihállyal), 1979
- Görög tragédiák, Európa−Helikon, Bp., 1980
- Antik tanulmányok I-II; Magvető, Bp.,  1981
- Görög komédiák, Európa−Helikon, Bp.,1982
- Aiszkhülosz: Oreszteia. Áldozatvivők. Eumeniszek; Szentendre, 1994

## Devecseri Gáborról
- Hegedüs Géza: A Magyar irodalom arcképcsarnoka
- Az 1956-os forradalom és szabadságharc története
- A Dunánál: Magyarok a 20. században (1918–2000); Veres András: Államosított irodalom
- Rónay László: Devecseri Gábor alkotásai és vallomásai tükrében (Arcok és vallomások, Bp., 1979)
- Erki Edit: Az Élet és Irodalom látogatása Devecseri Gábornál (Élet és Irodalom, 1968)
- Angyal E.: Emléksorok Devecseri Gáborról (Életünk, 1971/5.)
- Karinthy Ferenc: Istenek gyermeke (Kortárs, 1971/10.)
- Keresztury Dezső: Devecseri Gábor sírjánál (Kortárs, 1971/10.)
- Szilágyi J. György, Somlyó György, Hubay Miklós, Boldizsár Iván: Búcsú Devecseri Gábortól (Élet és Irodalom, 1971/32.)
- Falus Róbert: Menandros és Mozart varázsa (Nagyvilág, 1972/7.)
- Ortutay Gyula: Devecseri Gábor emlékezete (Nyomdaipari Grafikai Vállalat, Bp., 1972)
- Abody Béla: Devecseri Gábor (Félidő, Bp., 1973)
- Ortutay Gy.: Devecseri Gábor (Fényes tiszta árnyak, Bp., 1973)
- Pesti Ernő: Devecseri Gábor bibliográfia (Bp., 1976)
- Ungvári Tamás: Monotroposz (Kortárs, 10. sz.)
- Rónay L.: Az istenek kegyeltje (Kortárs, 1977/5.)
- Hegedüs Géza: In memoriam (vers, Ország Világ, 1971/32.)
- Weöres Sándor: In memoriam Devecseri (vers, Egybegyűjtött versek, Bp., 1975)
- Keresztury D.: Vázlatok egy költő arcképéhez (Jelenkor, 1972/8.)
- Lakatos István: Devecseri Homéroszának hátlapjára (vers, Egy szenvedély képei, Bp., 1972)
- Takáts Gyula: Bacchus és Devecseri (vers, Sós forrás, Bp., 1973)
- Vihar Béla: A fuvoláshoz. Devecseri Gábor emlékének (vers, Egy katona megy a hóban, Bp., 1978)
- A mulandóság cáfolata. Vinkler László rajzai Devecseri Gábor verseihez; összeáll. Tandi Lajos; Szegedi Nyomda, 1982
- Devecseri Gábor könyvtárának katalógusa; katalógusszerk. Tóthné Király Katalin; BDTF, Szombathely, 1992 (Series bibliothecae Berzsenyi Dániel Tanárképző Főiskola)
- Imátlan ima. Kortársak Devecseri Gábor emlékére; szerk. Maróti István; Petőfi Irodalmi Múzeum, Bp., 2001

## Képek
- Sírja a Farkasréti temetőben
- Arcképe könyvborítón
- Portré
- Szemüveggel és könyvvel
- Portré írógéppel
- Mosolygós arckép